# 神々の業 (リヴィジテッド)
「神々の業 (リヴィジテッド)」（In the Lap of the Gods...revisited）は,イギリスのロックバンドのクイーンの楽曲で、1974年にリリースされたアルバム『シアー・ハート・アタック』の最後に収録されている。同アルバムには「神々の業」 (In The Lap Of The Gods) という曲も収録されているが、この曲との共通点はない。

## 概要
この曲は1974年のSheer Heart Attack Tourからセットリストに入り、その後1977年のA Day at the Races Tourまで演奏され続けたが、News of the World Tour以降は「伝説のチャンピオン」に取って代わられた。しかし1986年のマジック・ツアーで復活し、「輝ける7つの海」とのメドレーで演奏された。

## 担当
- フレディ・マーキュリー – リード・ボーカル、 バッキング・ボーカル、 ピアノ
- ブライアン・メイ – エレクトリック・ギター、バッキング・ボーカル
- ロジャー・テイラー – ドラム、バッキング・ボーカル
- ジョン・ディーコン – ベースギター